# Huis Kirchfeld

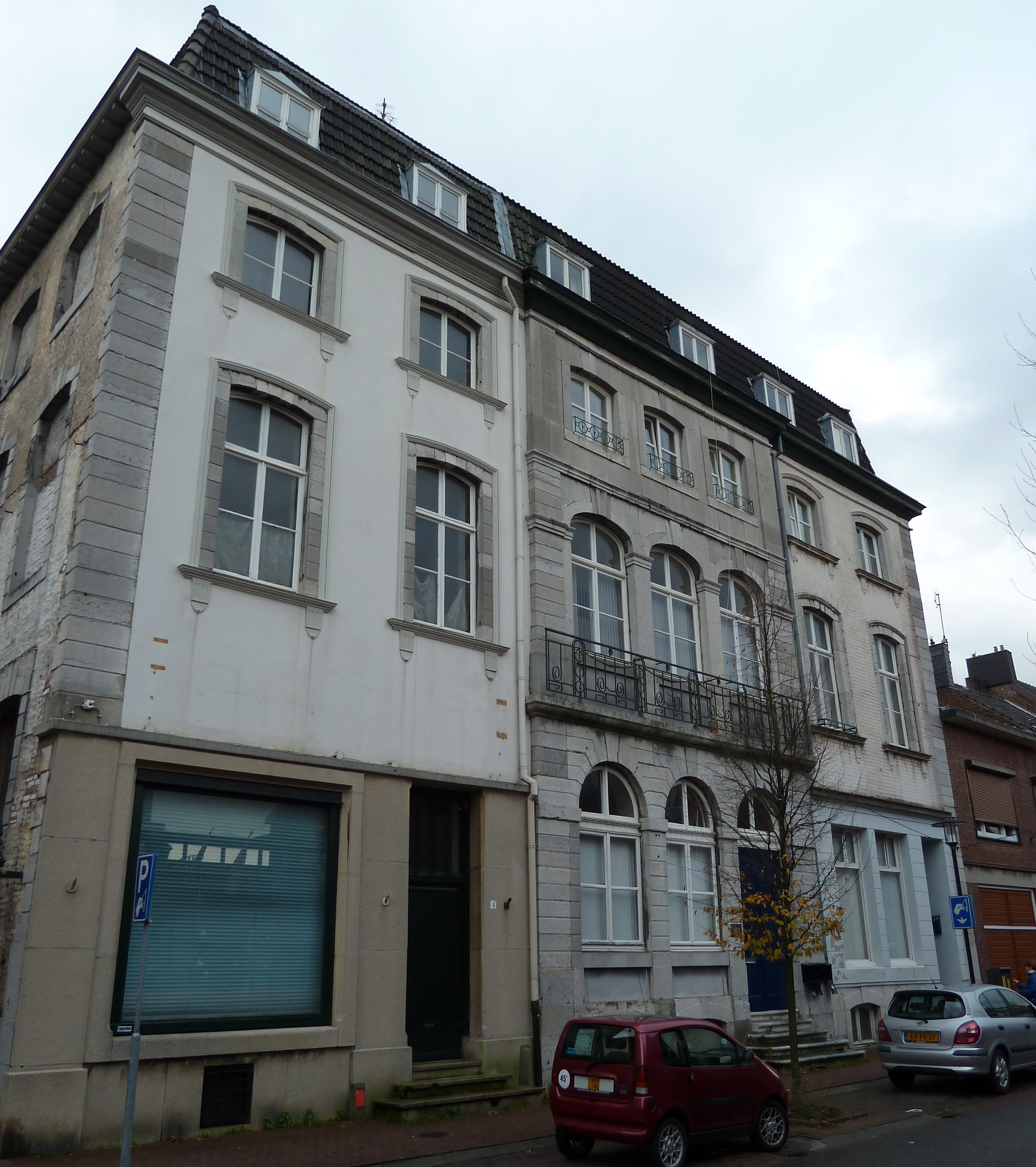
Façade Huis Kirchfeld aan de Koperstraat

Huis Kirchfeld, ook Binterimse Huis of Oud Kurhaus, is een voormalig herenhuis, thans drie woonhuizen aan Koperstraat 4-8 in de Nederlandse plaats Vaals.

## Geschiedenis
Vaals maakte in de achttiende eeuw een snelle ontwikkeling door als textielcentrum. Verschillende ondernemers uit het naburige Aken verplaatsten hun laken- en naaldenfabrieken naar Vaals, soms vanwege de knellende gildebepalingen in de domstad, soms vanwege de grotere godsdienstvrijheid in het Staatse Vaals. Een belangrijke rol speelde de succesvolle ondernemer Johann Arnold von Clermont (1728-1795), die in 1765 zijn Akense lakenfabriek verplaatste naar het indrukwekkende Stammhaus, dat hij door Joseph Moretti in het centrum van Vaals had laten bouwen.
|                                                                                  |  |  |
| Carl von Clermont en echtgenote Maria Kopstadt, geschilderd door Nicolas Monpeur |  |  |

Het Huis Kirchfeld werd vermoedelijk door diezelfde Moretti gebouwd in 1790 voor Carl Theodor Arnold von Clermont (1756-1823), de oudste zoon van J.A. von Clermont. Carl was in 1782 getrouwd met Maria Juliana Kopstadt (1763-1826) en het echtpaar kreeg zeven kinderen, dus het is niet onmogelijk dat enkele van de jongste kinderen in het Huis Kirchfeld zijn geboren. Carl was al van jongs af aan actief in de door zijn vader in Vaals opgerichte lakenfabriek. In 1793 werd hij algemeen zakelijk leider, waarna het snel bergafwaarts ging met het bedrijf (ook door de algehele economische achteruitgang in deze streken ten tijde van de inlijving bij de Eerste Franse Republiek). Mogelijk had hij ook minder aandacht voor de zaken vanwege zijn politieke loopbaan. Zo was hij enige tijd afgevaardigde van het Roerdepartement, waartoe Aken toen behoorde. Omstreeks 1810 was hij de eerste burgemeester (maire) van Vaals. In 1819 vertrok hij uit Vaals en in 1825 hield het familiebedrijf op te bestaan. In september 1829 werden zijn goederen uit het faillissement openbaar verkocht, waaronder het Huis Kirchfeld en het Stammhaus (tegenwoordig Von Clermonthuis).

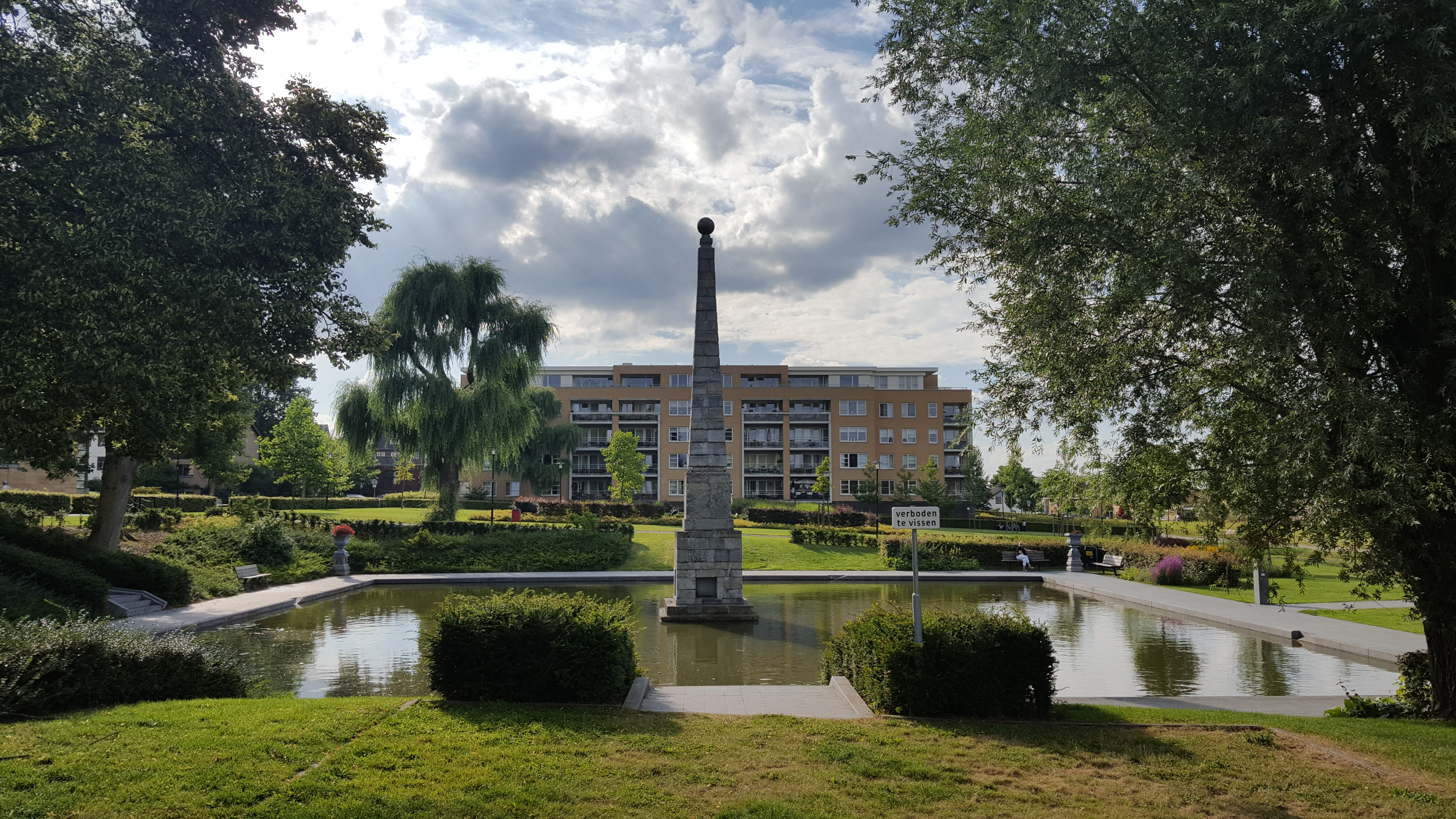
Von Clermontpark met Obelisk van Vaals

Het huis werd bij de openbare verkoping omschreven als een "mooi, modern gebouwd huis, genaamd Kirchfeld, met remisen, stallen, een basse-cour en een tuin, geheel met muren omgeven, vlak bij de nieuwe chaussée van Maastricht naar Aken, ongeveer tegenover het Hollandse grenskantoor gelegen". Het huis was toen nog gelegen in een parkachtige omgeving, waarin de diverse woon- en werkgebouwen van de Von Clermonts waren opgenomen. Het Von Clermontpark is hier een overblijfsel van. In een vijver staat  de door Joseph Moretti in 1790 ontworpen Obelisk van Vaals, opgericht door Johann Arnold von Clermont als noordelijke grensafbakening van zijn bezittingen. Door de aanleg van de rijksweg Maastricht-Aken (N278) omstreeks 1825 werd het deel van het park met de obelisk gescheiden van de overige bezittingen. Mogelijk was een deel van de tuin toen al bebouwd.
In 1841 was het pand volgens de kadastergegevens eigendom van Leonard Meessen. Later kwam het in handen van Theodor Binterim. Een naamgenoot, Clemens August Joseph Binterim, was volgens de kadasterkaart van 1841 eigenaar van een lakenfabriek aan de Lindenstraat, een zijstraat van de Koperstraat. De naam 'Binterimse Huis' dateert uit deze tijd. Waar de benaming 'Oud Kurhaus' (Altes Kurhaus) vandaan komt, is niet bekend. Naast het gebouw ligt de Kuurzaal (Koperstraat 2a), die vroeger onderdeel was van het in 1900 gebouwde Kuurhotel op de hoek Maastrichterlaan - Koperstraat.
Het Huis Kirchfeld is sinds 1967 een rijksmonument.

## Architectuur

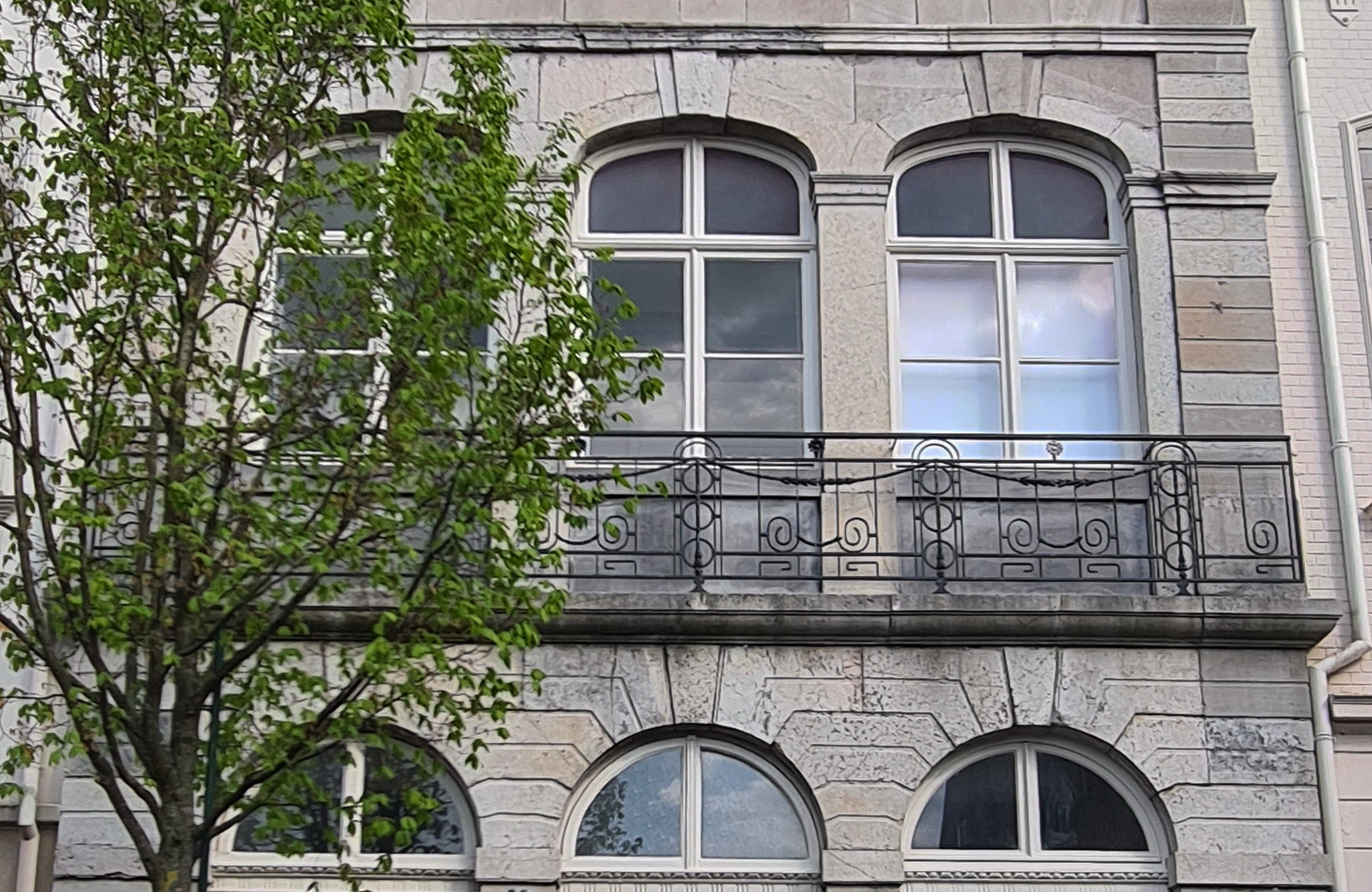
Detail voorgevel met doorlopend balkon

Het Huis Kirchfeld is vermoedelijk ontworpen door Joseph Moretti, de 'huisarchitect' van de Von Clermonts. Het is een groot gebouw met een L-vormige plattegrond, gedekt door twee mansardedaken. Anno 2025 bestaat het uit een woonblok van drie naast elkaar gelegen panden, welke deels tot winkelpand, deels tot studentenhuisvesting zijn verbouwd. De façade aan de Koperstraat is nog grotendeels intact, met uitzondering van de winkelpui van nr. 4. Het middendeel, pand nr. 6, is het meest representatief met een gevel die geheel is opgetrokken uit Naamse steen en een over de hele breedte doorlopend balkon met smeedijzeren hekwerk (niet oorspronkelijk). De flankerende voorgevels van de panden nrs. 2 en 6 worden gekenmerkt door geblokte hoeklisenen en segmentbogige vensteromlijstingen van Naamse steen, die op de eerste verdieping geblokt zijn. Het linkerdeel is geheel gepleisterd; van het rechterdeel alleen de onderste verdieping. Het linker pand, dat ver naar achteren is uitgebouwd, heeft een lange, bakstenen zijgevel. Zowel de zijgevels als de achtergevel bevatten segmentboogvensters met samengestelde sluitstenen in Naamse steen.
Het pand is geheel onderkelderd. In een achterkamer op de verdieping bevond zich begin jaren 1980 nog een schouw met een marmeren ondermantel en een gestucte bovenmantel in Lodewijk XVI-stijl met een spiegel.